# Andreas Kantīlos
Andreas Kantīlos (in greco: Ανδρέας Κάντηλος; 20 aprile 1964) è un ex calciatore cipriota, di ruolo centrocampista.

## Carriera
Ha giocato per la nazionale cipriota dal 1986 al 1990 collezionando 6 presenze.